# Joan Gual i Torras
Joan Gual i Torras   (Sant Andreu de Palomar, 28 d'agost de 1918 - Barcelona, 7 d'abril de 1975) va ésser un baríton català conegut a Amèrica com «El canó català» per la seva potent veu.

## Biografia
Va rebre classes de música dels mestres Antoni Capdevila i Josep Sabater i va estudiar cant amb Concepció Callao. Va participar en les actuacions d'afeccionats del barri de La Sagrera (Barcelona) fins que li van fer una audició al Gran Teatre del Liceu.
Debutà al Gran Teatre del Liceu de Barcelona el dia de Nadal de 1943, representant a Sharpless en l'òpera Madama Butterfly de Giacomo Puccini juntament amb els cantants Mercè Capsir i Pau Civil. Posteriorment va cantar Il trovatore amb Giacomo Lauri-Volpi i va encetar una gira per Lisboa i el Nord d'Àfrica que el portà a Tànger, Orà, Casablanca i Egipte amb les obres Aida, Il barbiere di Siviglia, Manon Lescaut i Madama Butterfly. Al seu retorn va actuar en una gala benèfica al costat de Mercè Capsir i Beniamino Gigi.
Al llarg de la seva carrera va cantar al costat de grans figures com ara Victòria dels Àngels, Antoni Cortis, Maria Espinalt, Ana María Iriarte o Hipòlit Lázaro i va actuar a Madrid, València, Sevilla, Palma, Valladolid, Bilbao i altres ciutats espanyoles, i també a Itàlia. El seu repertori estava format per més de 150 òperes, tot i que a finals de la dècada dels anys 40 va dedicar-se a la sarsuela aconsellat pels compositors Jacinto Guerrero i Federico Moreno Torroba.
L'any 1948 va entrar a formar part de la companyia de sarsuela de l'empresari Tomás Ros i va esdevenir una de les primeres figures d'aquest gènere musical a Espanya. Va actuar a Catalunya amb les obres La montería i La rosa del azafrán de Guerrero, El pájaro azul i La Dogaresa de Rafael Millán, Las golondrinas de José María Usandizaga, Bohémios d'Amadeu Vives i altres sarsueles. Al Teatro de la Zarzuela (Madrid) va estrenar l'obra La niña del polisón de Moreno Torroba, sarsuela amb la que va aconseguir les 100 representacions l'any 1952. El mateix va succeir amb la representació de l'obra El gaitero de Gijón de Jesús Romo al Teatre Apolo (Barcelona) el 1954. Fruit del treball fet en aquells anys va rebre el Premi Nacional de Teatre els anys 1952 i 1954.
El seu repertori també va incloure les obres La canción del Pirineo de J. López González de la Ribera, En la cumbre nace el sol de Quirós i El tambor del Bruch de Moreno Torroba, entre d'altres.
Va fundar la seva pròpia companyia, anomenada "Agrupació Lírica Joan Gual" i destinada a la formació de nous talents musicals de la lírica. Entre els seus integrants hi havia la soprano María Francisca Caballer i inicialment actuaren a Catalunya. Després van continuar per la resta d'Espanya i finalment van realitzar una gira per Hispanoamèrica que va durar alguns anys arran de l'èxit obtingut.
El 1966 es va retirar dels grans escenaris, degut als seus problemes de salut, tot i que va cantar en alguns homenatges. La potència de las seva veu ha quedat reflectida en alguns enregistraments sonors de les obres El gaitero de Gijón (àudio) de Romo (Odeón), La del Soto del Parral de Reveriano Soutullo i Joan Vert (Regal), i La canción del olvido de Josep Serrano (EMI). Morí sobtadament a Barcelona el 7 d'abril de 1975.